# Nick Bakay

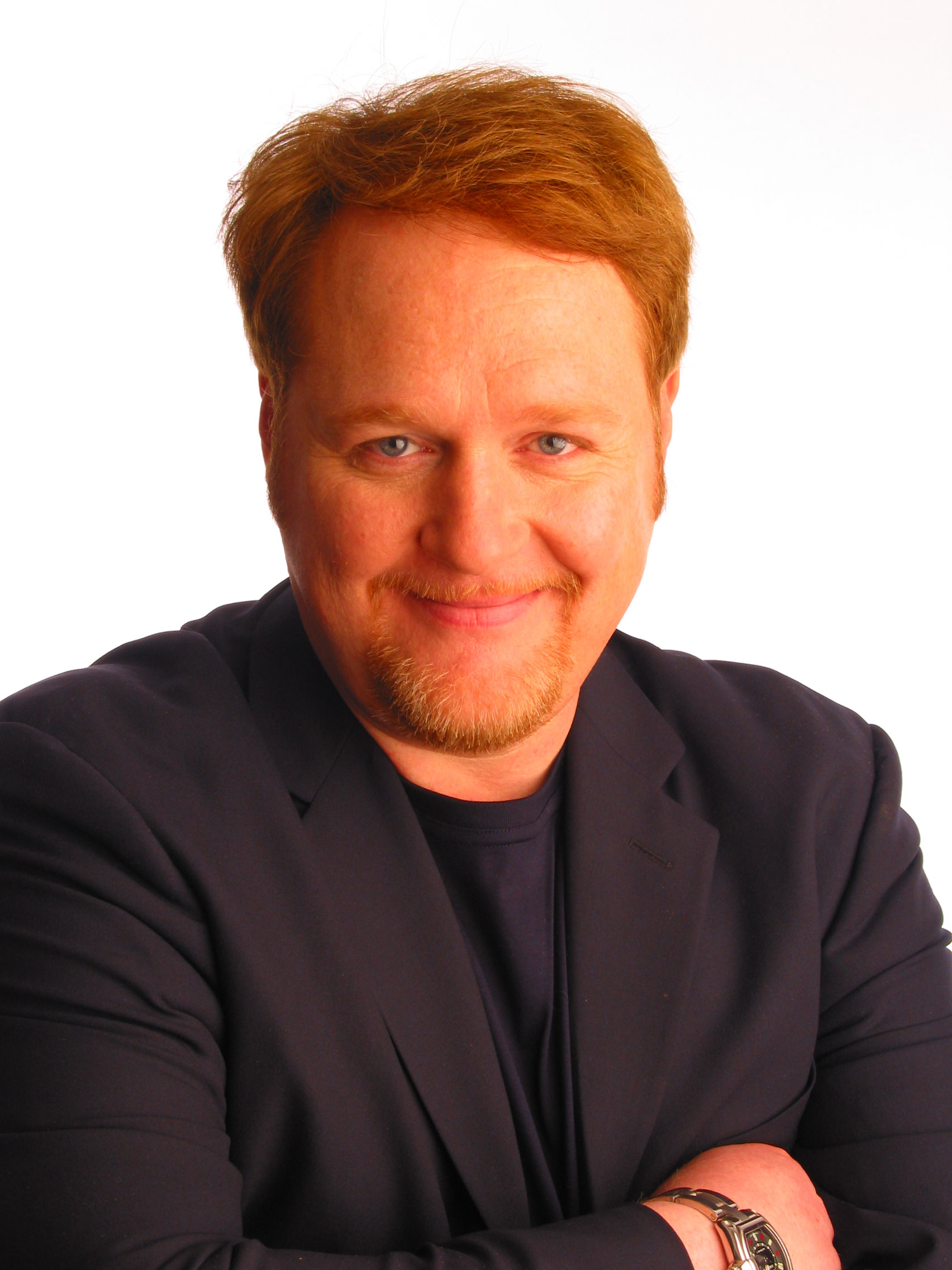
Nick Bakay

Nick Bakay (* 8. Oktober 1959 in Buffalo, New York) ist ein US-amerikanischer Schauspieler und Produzent.
Bekannt wurde Bakay vor allem als Stimme des schwarzen Katers Salem Saberhagen in der US-amerikanischen Fassung der Serie Sabrina – Total Verhext! sowie der Cartoon-Serie Simsalabim Sabrina.
Er war außerdem für die Serie King of Queens als Drehbuchautor und Produzent tätig. Für die Serie Die Biber Brüder lieh er im US-amerikanischen Original dem Biber Norbert seine Stimme.

## Filmografie (Auswahl)
- 1995: Chaos! Schwiegersohn Junior im Gerichtssaal (Jury Duty)
- 1996–2003: Sabrina – Total Verhext! (Sabrina, the Teenage Witch, Fernsehserie, 163 Folgen, Stimme von Salem)
- 1997–1999: Brüder Flub (The Brothers Flub, Fernsehserie, Stimme)
- 1997–2001: Die Biber Brüder (The Angry Beavers, Fernsehserie, 63 Folgen, Stimme von Norbert)
- 1998: Sabrina verhext in Rom (Sabrina Goes to Rome, Fernsehfilm)
- 1999: Sabrina verhext Australien (Sabrina, Down Under, Fernsehfilm)
- 1999–2001: Simsalabim Sabrina (Sabrina: The Animated Series, Fernsehserie, 65 Folgen, Stimme von Salem)
- 2000–2005: King of Queens (The King of Queens, Fernsehserie, 10 Folgen, verschiedene Rollen)
- 2006–2010: Ehe ist (Fernsehserie als Karl)
- 2009: Der Kaufhaus Cop (Paul Blart: Mall Cop)
- 2010–2012: Spezialagent Oso (Special Agent Oso, Fernsehserie, Staffel 2, Oso)
- 2011: Der Zoowärter (Zookeeper)
- 2015: Der Kaufhaus Cop 2 (Paul Blart: Mall Cop 2)